# Бог любви (фильм)
«Бог любви» (англ. God of Love) — американский независимый художественный короткометражный фильм режиссёра, сценариста и сопродюсера Люка Мэзени, повествующий о Рэе — лаунж-певце и профессиональном игроке в дартс, получившем способность даровать людям влюблённость при помощи дротиков. Критики хорошо приняли работу, отмечая лёгкость повествования, нетривиальный сюжет и абсурдность некоторых моментов.
Первоначально Мэзени намеревался получить право на премьерный показ ленты на кинофестивале Сандэнс, но получил отказ. После чего обратился к студенческому подразделению Американской академии кинематографических искусств и наук, где и состоялась премьера 12 июня 2010 года. Впоследствии режиссёр не планировал выход в прокат, а лишь решил продемонстрировать картину на нескольких кинофорумах, среди которых были: Вудстокский и Тусонский кинофестивали, принёсшие Мэзени несколько наград. 1 декабря 2010 года были объявлены номинанты на премию «Оскар» в категории «Лучший игровой короткометражный фильм», среди которых был и «Бог любви»; 7 марта 2011 года фильм получил данную награду. 23 декабря 2011 года, по решению продюсеров, фильм выпустили в широкий прокат в США. На физическом носителе он вышел как дополнение к Blu-ray изданию «127 часов» Дэнни Бойла.